# Кириллин, Владимир Алексеевич
Влади́мир Алексе́евич Кири́ллин (20 января 1913, Москва — 29 января 1999, Москва) — советский государственный и партийный деятель, физик, видный учёный в области энергетики. Доктор технических наук (1951). Академик АН СССР (1962; член-корреспондент 1953), вице-президент АН СССР (1963—1965). Член ВКП(б) с 1937 года.
Автор более 160 научных трудов в области термодинамики и физических основ теплотехники.

## Биография
Родился в семье известного детского врача Алексея Ивановича Кириллина (1865—1936), служившего в Московской городской детской больнице святого Владимира (позднее — имени И. В. Русакова). Мать — Любовь Алексеевна Кириллина (в девичестве — Егорова) (1883—1934), занималась домашним хозяйством.
После окончания семилетней школы № 16 Бауманского района в июне 1928 года Кириллин продолжил образование на курсах подготовки во втуз при Московском педагогическом техникуме.
В июне 1929 года начал работать на Московском электрозаводе, чернорабочий, подручный слесаря, слесарь. В 1931 году поступил на вечернее отделение Московского энергетического института (МЭИ). В мае 1932 года перешёл на работу слесарем в Московскую тепловую сеть «Мосэнерго» (Мостеплосетьстрой). С января 1933 стал учиться на дневном отделении. Окончил МЭИ по специальности инженера-теплотехника, защитив в июле 1936 года дипломный проект «Сокольническая теплоцентраль мощностью 50 мегаватт при 130 атмосферах».
После окончания института работал на Каширской ГРЭС, в октябре 1936 года был призван на военную службу, которую проходил на Особой мощной электростанции Тихоокеанского флота.
Демобилизовавшись в феврале 1938 года, пришёл на работу в Бюро прямоточного котлостроения. В сентябре 1938 года поступил в заочную аспирантуру МЭИ. Начал преподавать в МЭИ, в марте 1939 года перевёлся в очную аспирантуру. Получил (первым в МЭИ) аспирантскую стипендию имени И. В. Сталина.
С началом Великой Отечественной войны, в конце августа 1941 года, был призван в Красную Армию, получил направление на курсы подготовки офицеров морской пехоты, был курсантом, затем — преподавателем. Демобилизовался летом 1943 года.
В 1943 году защитил кандидатскую диссертацию на тему «Тёплоёмкости реальных газов и их зависимость от температуры и давления».
В 1943—1954 годах (с перерывом с мая по август 1945 года, когда он служил в составе группы советских войск в Австрии) — партийный организатор, секретарь комитета ВКП(б), заместитель директора и преподаватель кафедры инженерной теплофизики МЭИ. Доцент (1946), профессор (1952). В апреле 1951 года защитил докторскую диссертацию на тему «Исследование термодинамических свойств воды и водяного пара высоких параметров».
В 1954—1955 годах — заместитель министра высшего образования СССР, в 1955 году — заместитель председателя Государственного комитета по новой технике при СМ СССР.
В 1955—1962 годах — заведующий Отделом науки, высших учебных заведений и школ ЦК КПСС. После реорганизации аппарата ЦК с декабря 1962 заместитель заведующего Идеологическим отделом и заведующий подотделом науки и учебных заведений.
В 1963—1965 годах — вице-президент АН СССР. В 1965—1980 годах — заместитель председателя Совета Министров СССР и председатель Государственного комитета СМ СССР по науке и технике (освобождён от этих должностей 22 января 1980 года по своей просьбе).
Член Советского комитета защиты мира.
В 1963—1966 годах возглавлял правление Всесоюзного просветительского общества «Знание», на этом посту был сменён И. И. Артоболевским.
Председатель Советского Пагуошского комитета (1963—1964)
Академик АН СССР (1962; член-корреспондент 1953), вице-президент АН СССР (1963—1965).
Иностранный член Болгарской АН (1969).
В 1980—1985 годах — заведующий Сектором высоких температур Академии наук СССР. В 1985—1988 годах — академик-секретарь Отделения физико-технических наук и энергетики АН СССР. В 1988—1994 годах — советник Президиума АН СССР — РАН. Работал в Институте высоких температур АН.
Главный редактор журналов «Теплоэнергетика» (с 1963 года), «Вестник Академии наук СССР» (1963—1966), «Энергия» (с 1982 года). Был членом редакционной коллеги журналов «Наука и жизнь» и «Инженерно-физического журнала».
Депутат Верховного Совета СССР 6—10 созывов. Член ЦК КПСС (1966—1981), кандидат в члены ЦК (1961—1966). Член ЦРК КПСС (1956—1961).

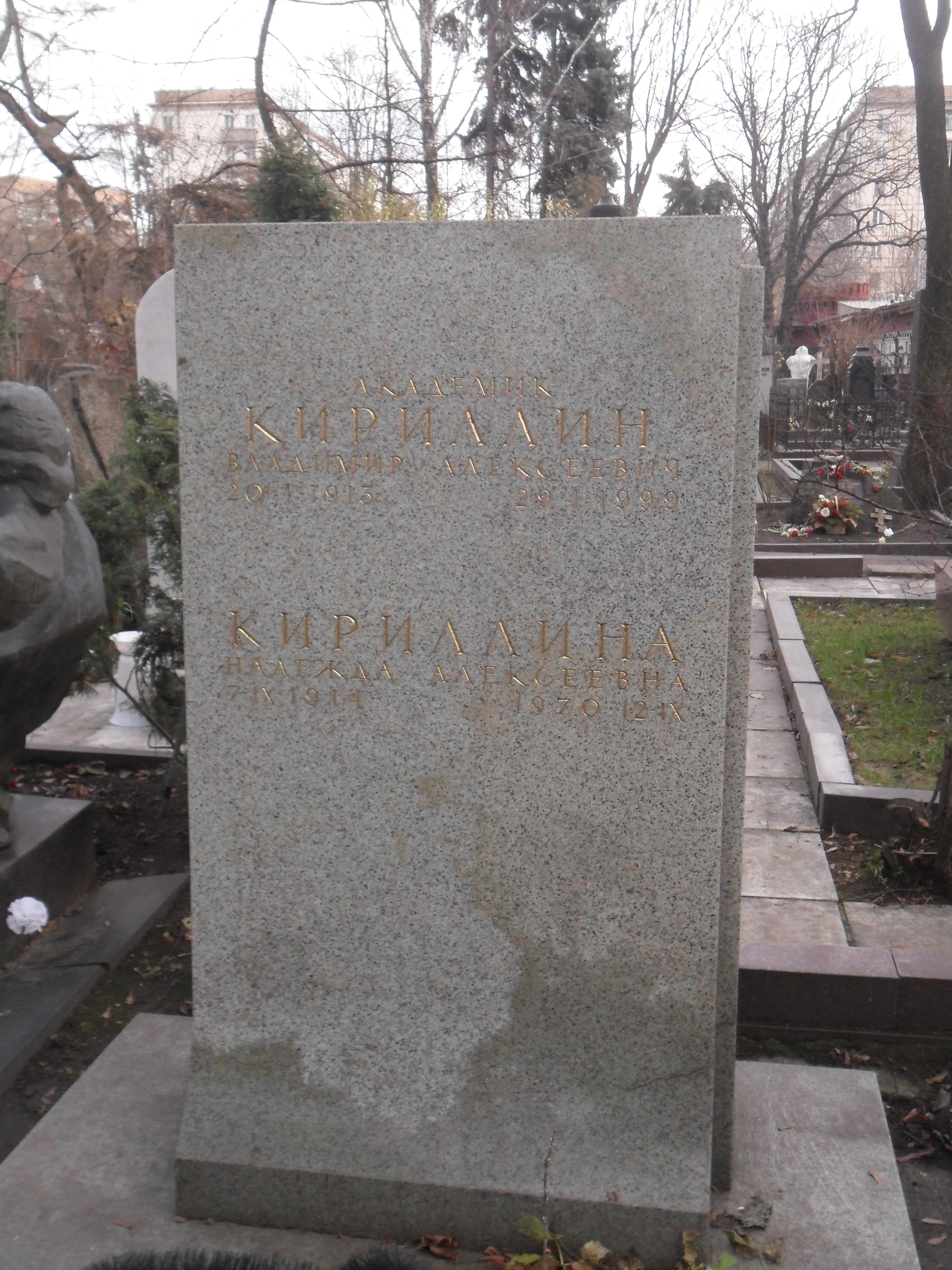
Могила Кириллина на Новодевичьем кладбище Москвы.

Был женат на Надежде Алексеевне Кириллиной (1914—1970). После её раннего ухода из жизни несколько лет встречался с кинорежиссёром и сценаристом, народной артисткой СССР Т. М. Лиозновой (1924—2011), однако отношения браком не завершились.
Похоронен на Новодевичьем кладбище в Москве.

## Научные интересы
Основные исследования по теплофизическим свойствам различных веществ, в частности по свойствам воды и водяного пара, тяжёлой воды и её пара при высоких параметрах, по изучению термодинамических свойств большого числа твёрдых веществ при высоких температурах.
Научные интересы связаны также с созданием магнитогидродинамических генераторов для прямого преобразования тепловой энергии в электрическую, много сделал для разработки уникальных технологий передачи больших масс энергии на сверхдальние расстояния при ультразвуковом напряжении.

## Избранные труды
- Основы экспериментальной термодинамики. — М.—Л., 1950. (в соавт. с А. Е. Шейдлиным)
- Термодинамические свойства газов. — М., 1953. (в соавт.)
- Термодинамика растворов. — М.—Л., 1956. (в соавт. с А. Е. Шейдлиным)
- Исследование термодинамических свойств веществ. — М.—Л., 1963. (в соавт. с А. Е. Шейдлиным)
- Тяжёлая вода. — М.—Л., 1963. (в соавт.)
- Техническая термодинамика. 1-е изд. — М., 1968. 5-е изд. — М., 2008. (в соавт. с А. Е. Шейдлиным и В. В. Сычёвым)
- Страницы истории науки и техники. — М., 1986.

### Обзорные статьи
- Технический прогресс энергетики / В. А. Кириллин, М. А. Стырикович. // ТВТ, 8:2 (1970),  235–245.

### Мемуары
«Встречи с интересными людьми» (1994) содержат очерки о выдающихся учёных-современниках, с которыми В. А. Кириллину довелось общаться и работать — академиках Л. А. Арцимовиче, А. П. Виноградове, П. Л. Капице, М. В. Келдыше, М. А. Лаврентьеве, В. С. Мартыновском, Н. Н. Семёнове, И. Е. Тамме, А. В. Щегляеве, В. А. Энгельгардте.

## Награды и премии
- четыре ордена Ленина
- орден Трудового Красного Знамени
- медаль «За трудовую доблесть» (26.09.1960)
- орден «За заслуги перед Отечеством» IV степени (4 марта 1998) — за заслуги перед государством, многолетний добросовестный труд и большой вклад в укрепление дружбы и сотрудничества между народами.
- Сталинская премия третьей степени (1951) — за теоретические и экспериментальные исследования термодинамических свойств воды и водяного пара в области высоких и сверхвысоких температур и давлений (1948—1950)
- Ленинская премия (1959) — за теоретические и экспериментальные исследования теплофизических свойств воды и водяного пара при высоких давлениях (1956—1958)
- Государственная премия СССР (1976) — за учебник «Техническая термодинамика»
- медаль «За доблестный труд в годы Великой Отечественной войны (1941—1945 гг.)»
- медали[4]

## Память

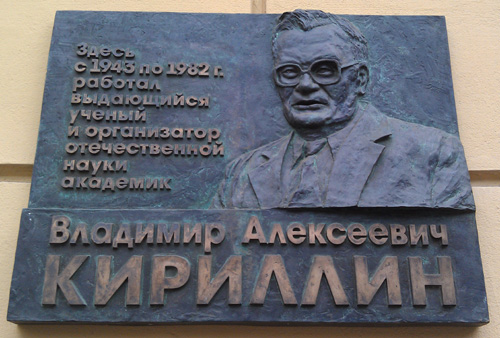
Мемориальная доска на здании МЭИ (Красноказарменная, 14)

- В 2011 году имя В. А. Кириллина было присвоено кафедре инженерной теплофизики МЭИ.
- На административном здании МЭИ установлена мемориальная доска.
- 23 января 2013 года, в вестибюле Объединённого института высоких температур РАН, был установлен памятник В. А. Кириллину (скульпторы — Н. А. Селиванов и В. Н. Селиванов)[5].